# Allonne (Deux-Sèvres)
Pour les articles homonymes, voir Allonne.
Allonne est une commune du Centre-Ouest de la France située dans le département des Deux-Sèvres, en région Nouvelle-Aquitaine.

## Géographie

### Localisation et communes limitrophes
La commune d'Allonne est située en Gâtine poitevine, dans le Poitou. Elle est en partie délimitée au nord par la rivière Le Thouet, à l'ouest par la départementale D 748, au sud par la route du Chêne Casse-Tête et par le ruisseau du Moulin blanc à l'est.

Entourée par les communes de Secondigny, Azay-sur-Thouet, Saint-Pardoux, La Boissière-en-Gâtine, Les Groseillers, Pamplie et Le Retail, Allonne culmine à 205 mètres d'altitude en moyenne.
| Secondigny               | Azay-sur-Thouet        |                                        |
| Le Retail                | Allonne                | Saint-Pardoux (Saint-Pardoux-Soutiers) |
| Les Groseillers, Pamplie | La Boissière-en-Gâtine |                                        |

### Géologie et relief
La superficie de la commune est de 22,98 km2 ; son altitude varie de 145  à   234 mètres.
Ces territoires pénéplainés se situent aux abords du Seuil du Poitou. Ils forment ainsi un paysage vallonné dont les formations du socle et sa couverture sédimentaire forment une trace de l'ancien massif hercynien vendéen, qui datent du Briovérien pour les plus anciens et du Jurassique moyen jusqu'à l'actuel pour les sédiments récents,.

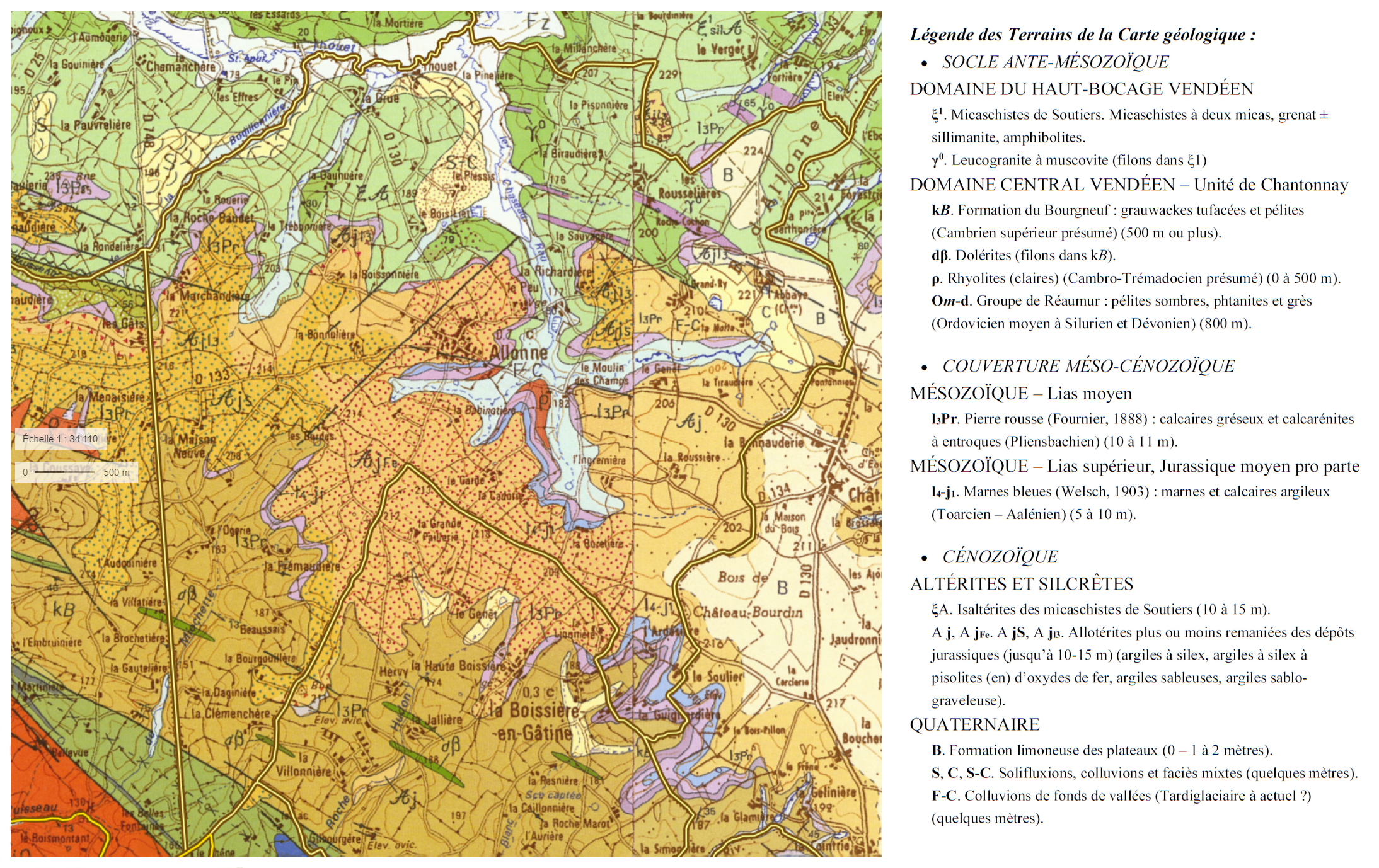
Carte géologique d'Allonne recoupant les feuilles BRGM au 1/50000e de Coulonges-sur-l'Autize et de Mazières-en-Gâtine.

### Hydrographie
La commune d'Allonne est délimitée au nord-ouest de la commune de Secondigny par la rivière Le Thouet, ainsi que le ruisseau de La Bodillonnière.
Située en tête de bassin versant, la commune est également la source d'un grand nombre d'autres ruisseaux, tels que le ruisseau des Rousselières au nord se jetant dans le ruisseau Le Chaseau, affluent du Thouet, qui traverse la commune en son centre ; le ruisseau de La Miochette au sud-ouest ; ainsi que le ruisseau du Moulin blanc, dessinant au sud une petite partie de la limite communale d'Allonne avec celle de Saint-Pardoux-Soutiers.
Selon l'inventaire des zones humides réalisé sur le Pays de Gâtine, les zones humides recouvrent 9 % de la surface de la commune d'Allonne. Celles-ci se situent majoritairement le long de ces cours d'eau. Si les zones humides de la commune sont encore en généralement connectées entre elles, elles ont subi, comme partout en France, une réduction de leur surface au cours du XXe siècle. En effet, depuis 1900, deux-tiers des surfaces de zones humides auraient disparu en France.
Les zones humides représentent un patrimoine naturel incomparable de par la biodiversité qu’elles accueillent mais encore grâce aux nombreuses fonctions qu’elles accomplissent pour la qualité de l’eau ou la rétention des crues.

### Climat
Pour des articles plus généraux, voir Climat de la Nouvelle-Aquitaine et Climat des Deux-Sèvres.
Historiquement, la commune est exposée à un climat océanique du nord-ouest.  
En 2020, Météo-France publie une typologie des climats de la France métropolitaine dans laquelle la commune est exposée à un climat océanique et est dans la région climatique Poitou-Charentes, caractérisée par un bon ensoleillement, particulièrement en été et des vents modérés.
Pour la période 1971-2000, la température annuelle moyenne est de 11,4 °C, avec une amplitude thermique annuelle de 14,7 °C. Le cumul annuel moyen de précipitations est de 906 mm, avec 13,1 jours de précipitations en janvier et 7,4 jours en juillet. Pour la période 1991-2020, la température moyenne annuelle observée sur la station météorologique la plus proche, située sur la commune de Secondigny à 4,14 km à vol d'oiseau, est de 11,9 °C et le cumul annuel moyen de précipitations est de 1 097,1 mm,. Pour l'avenir, les paramètres climatiques de la commune estimés pour 2050 selon différents scénarios d’émission de gaz à effet de serre sont consultables sur un site dédié publié par Météo-France en novembre 2022.

### Paysages
L’Atlas des Paysages de l'ex-Poitou-Charentes recense à l'échelle du Pays de Gâtine quatre types de paysages : les paysages de bocage, les paysages de plaines, les paysages de transition et des paysages de vallées.
La commune d'Allonne se situe en plein cœur du paysage de bocage et possède de nombreuses collines. Ainsi, le paysage ressenti est conditionné par un cloisonnement de haies et de bosquets qui ne laisse apercevoir les paysages alentour que sur quelques fenêtres de verdure, sur quelques parcelles de prairies et de cultures.

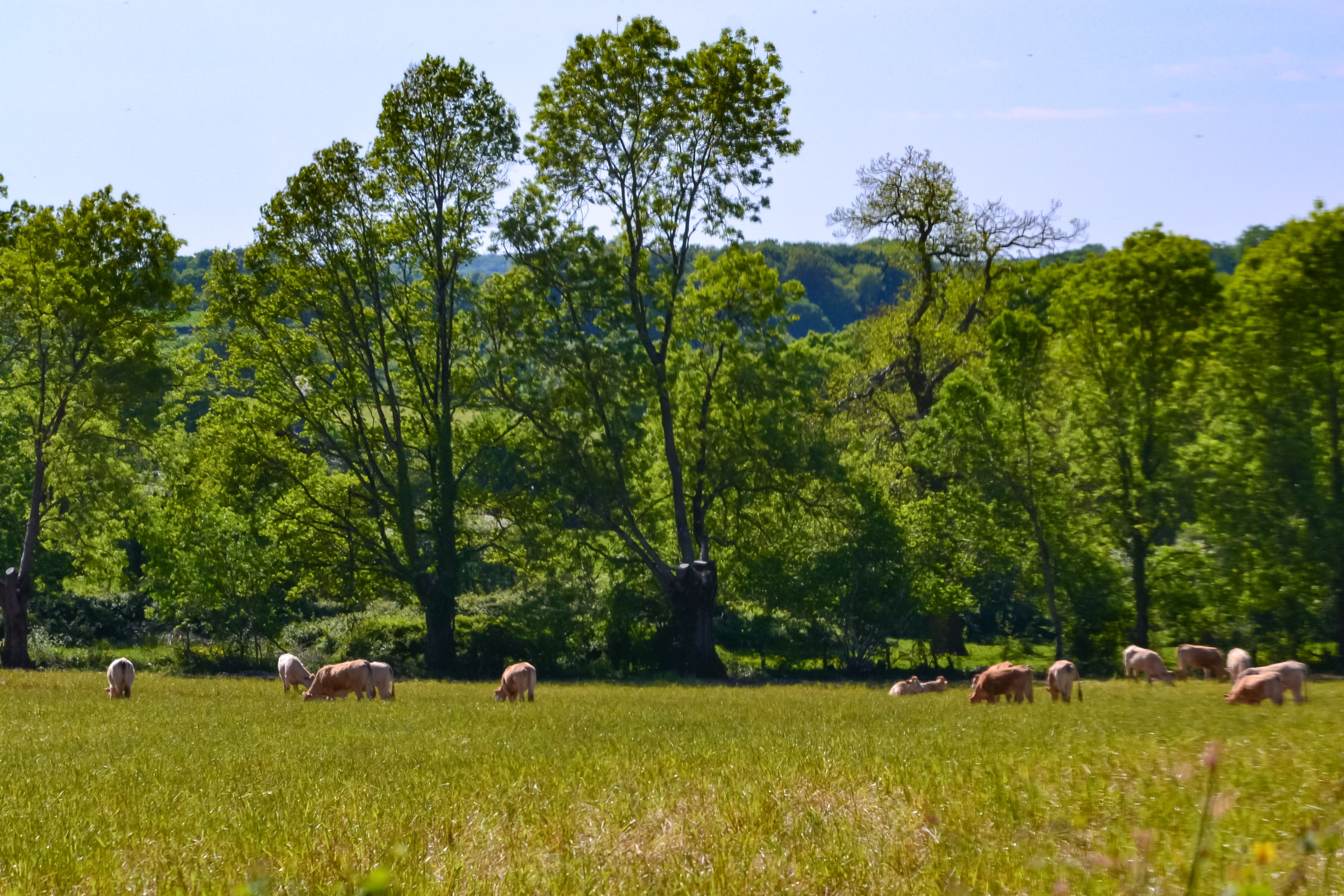
Vue sur une pâture sur la commune d'Allonne.
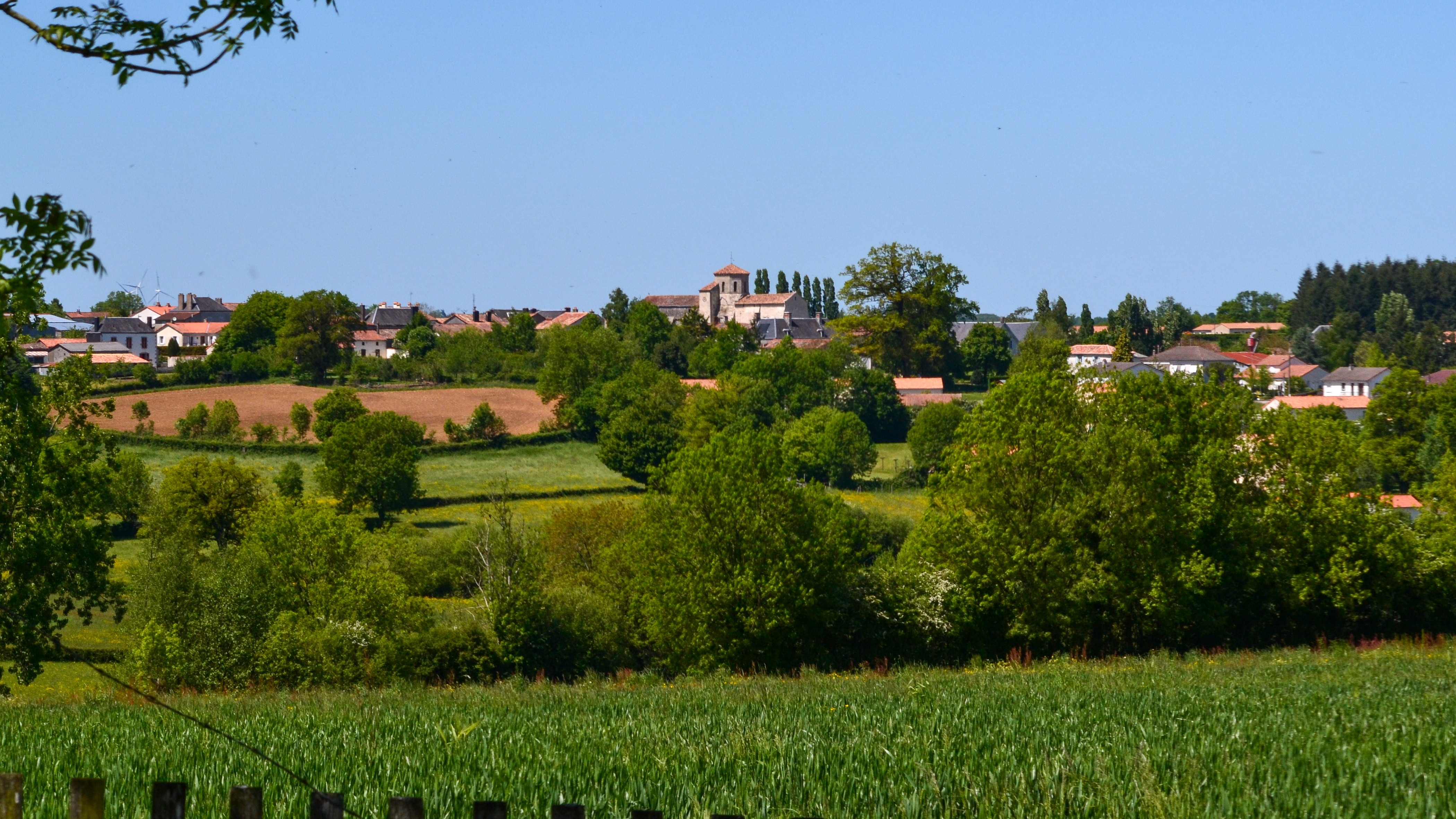
Vue sur le bourg d'Allonne et le bocage alentour depuis le chemin de La Garde.

## Milieux naturels et biodiversité

### Sites naturels
Près de la moitié de la commune est classée en site Natura 2000 selon la directive Habitats. Ce territoire est partagé en deux zones, le bassin du Thouet amont, au nord, représentant les plus grandes surfaces de la commune, et la vallée de l'Autize, au sud, suivant le linéaire des cours d'eau de La Miochette et du Moulin blanc,.

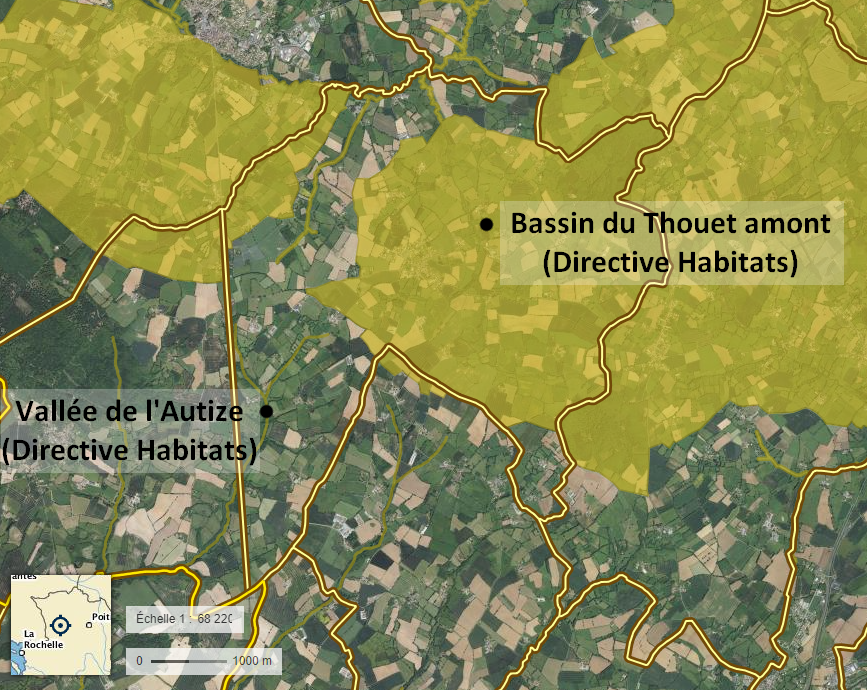
Emprise et localisation des deux sites Natura 2000 (directive Habitats) sur la commune d'Allonne (79). Les traits marqués sont les limites communales et les zones en surbrillance (plages et lignes jaunes) correspondent aux aires des sites Natura 2000.

Ces surfaces Natura 2000 se superposent avec deux ZNIEFF de type II de même nom,.

### Faune et flore
Depuis des siècles au sein des paysages de bocage, la gestion traditionnelle des prairies en fauche et pâture, l'entretien des haies permettant la présence des strates herbacées, arbustives et arborées, ou encore la coupe des frênes et des chênes en arbre têtard, a permis de préserver la fertilité des sols et la qualité des eaux souterraines, tout en permettant l'expression d'une biodiversité remarquable.
Dans le bocage de Gâtine poitevine et du Bressuirais, certaines prairies naturelles fauchées recèlent souvent plus de 50 espèces végétales.
Les haies bocagères et les vieux arbres servent de refuge à de nombreuses espèces animales dont certaines sont fortement liées à ce type de paysage rural traditionnel. Par exemple, dans la commune sont présents la Rosalie des alpes et le Lucane cerf-volant, deux insectes réglementés en France et inféodés au bocage,.

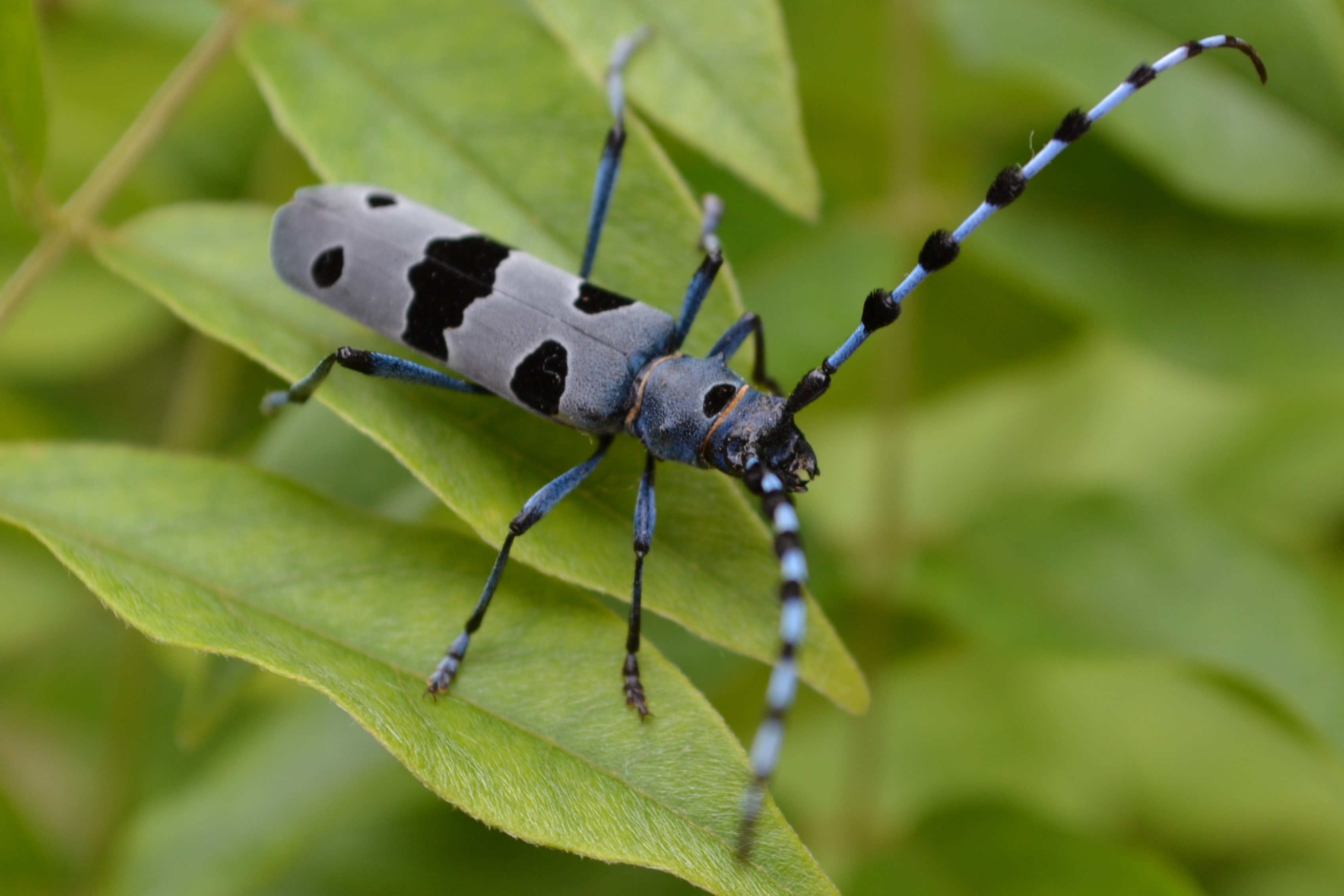
La Rosalie des Alpes (Rosalia alpina) observée sur la commune d'Allonne. L'espèce est protégée en France.
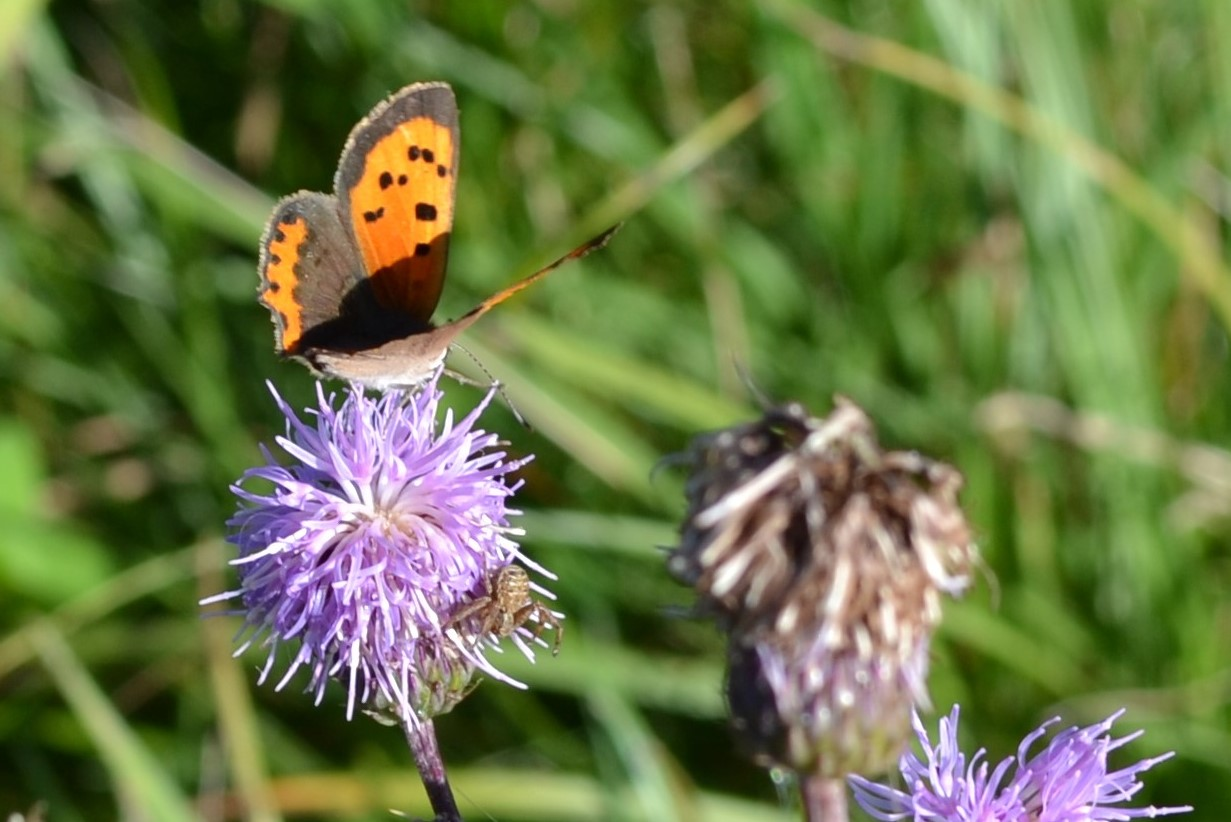
Le Cuivré commun (Lycaena phlaeas) observé sur la commune d'Allonne.
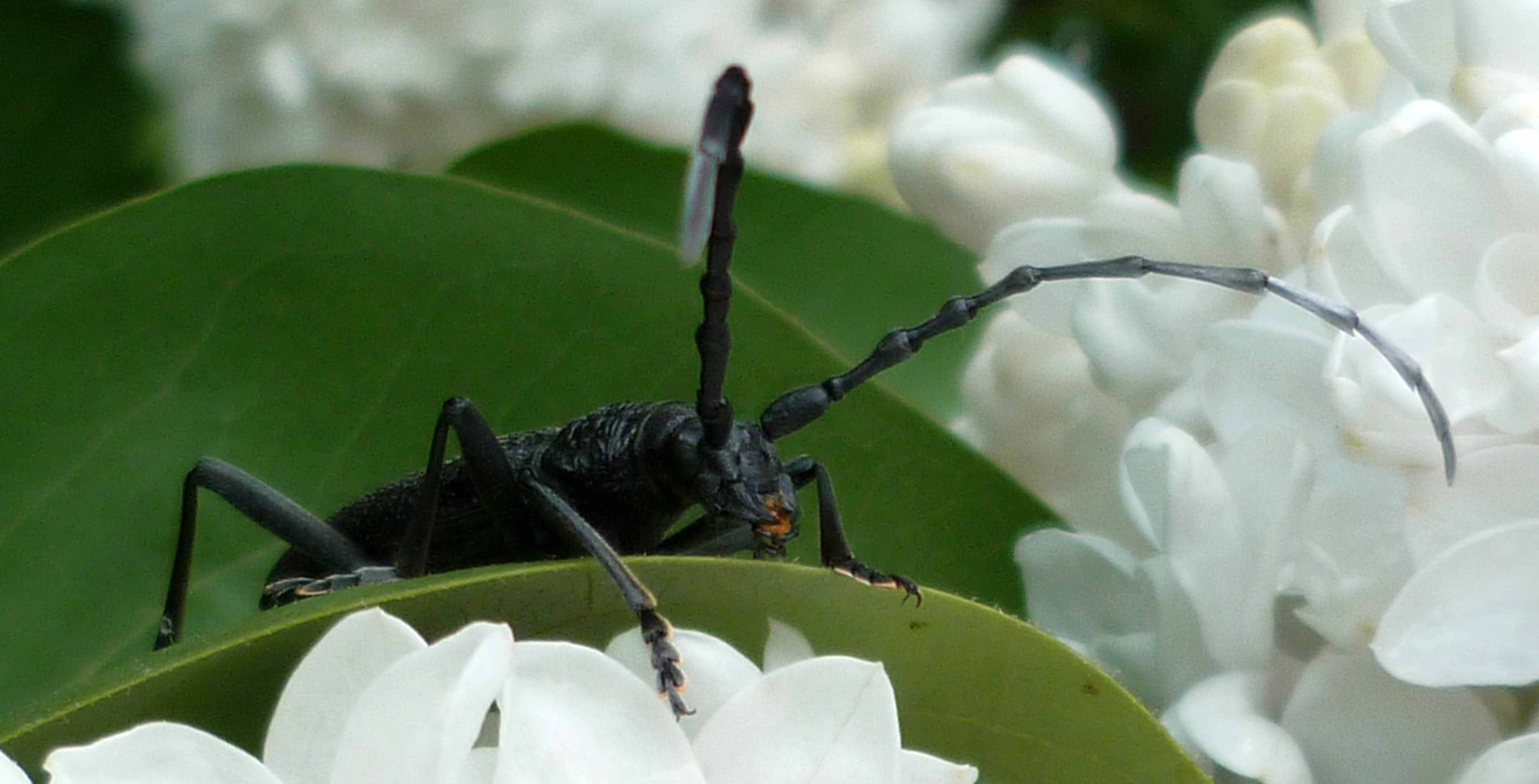
Le Petit capricorne (Cerambyx scopolii) observé sur la commune d'Allonne.
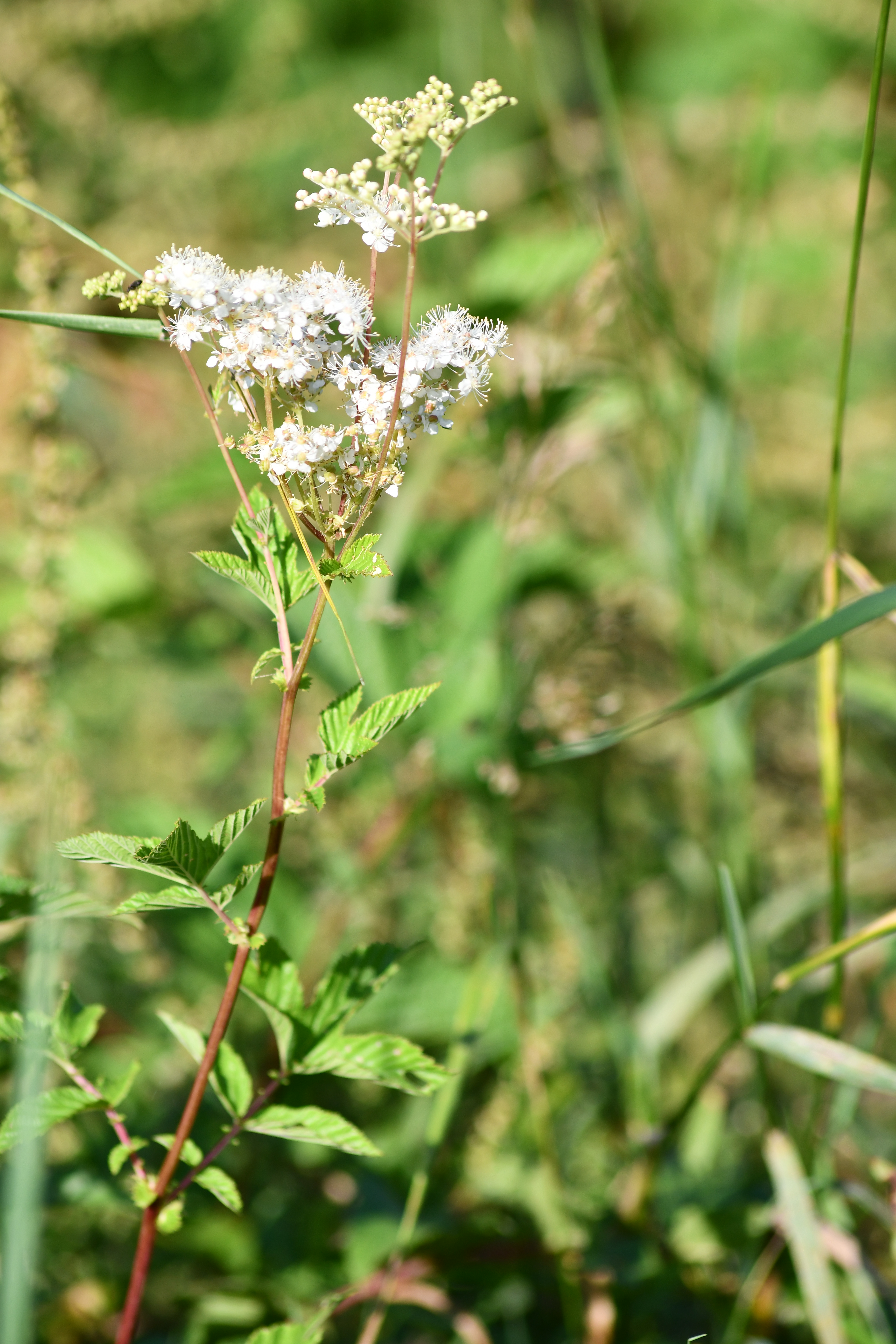
Reine des prés (Filipendula ulmaria) observée sur la commune d'Allonne. L'espèce est indicatrice des zones humides.
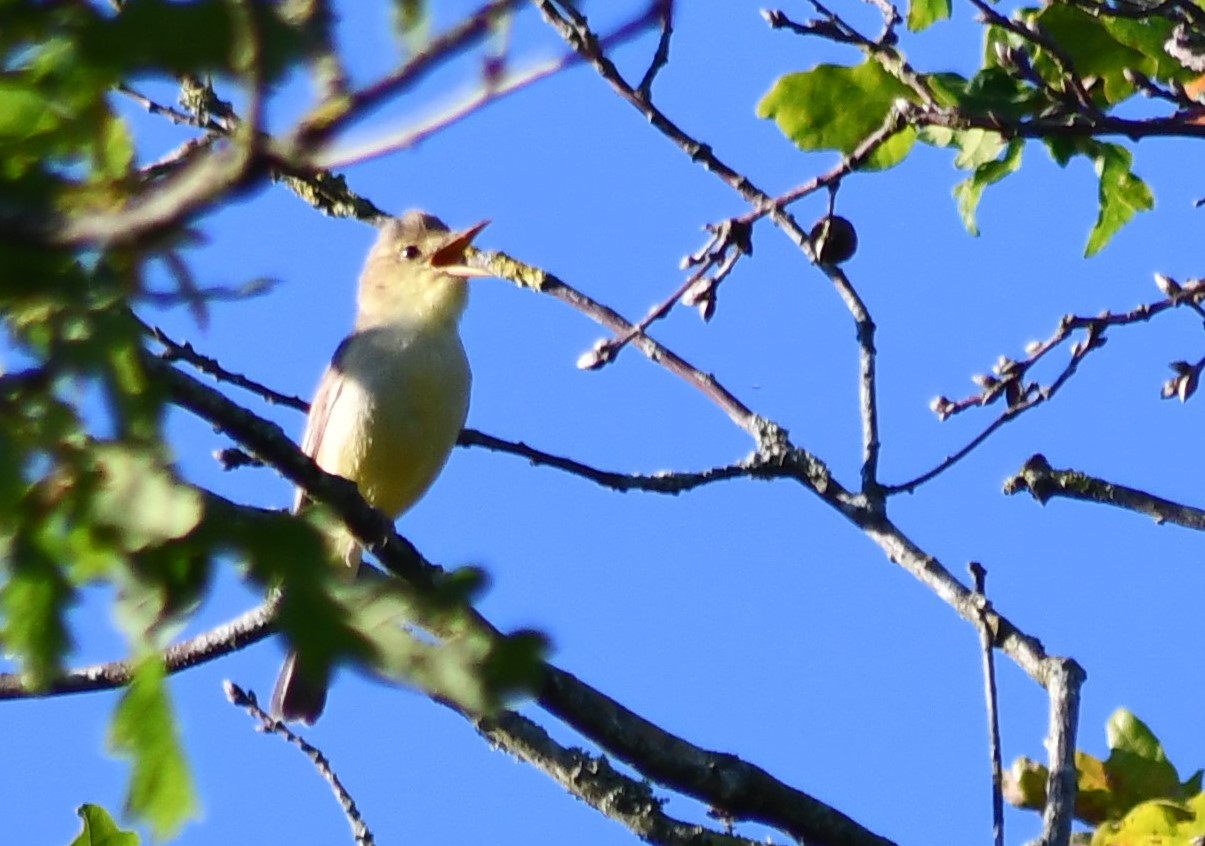
L'Hypolaïs polyglotte (Hyppolais polyglotta) observé sur la commune d'Allonne. Cet oiseau fréquente les milieux ouverts et parsemés de buissons et de haies, que l'on peut retrouver sur la commune.

## Urbanisme

### Typologie
Au 1er janvier 2024, Allonne est catégorisée commune rurale à habitat très dispersé, selon la nouvelle grille communale de densité à sept niveaux définie par l'Insee en 2022.
Elle est située hors unité urbaine et hors attraction des villes,.

### Occupation des sols
L'occupation des sols de la commune, telle qu'elle ressort de la base de données européenne d’occupation biophysique des sols Corine Land Cover (CLC), est marquée par l'importance des territoires agricoles (91,9 % en 2018), une proportion sensiblement équivalente à celle de 1990 (92,3 %). La répartition détaillée en 2018 est la suivante : 
prairies (38,7 %), terres arables (27,9 %), zones agricoles hétérogènes (24,6 %), forêts (6,5 %), zones urbanisées (1,5 %), cultures permanentes (0,8 %). L'évolution de l’occupation des sols de la commune et de ses infrastructures peut être observée sur les différentes représentations cartographiques du territoire : la carte de Cassini (XVIIIe siècle), la carte d'état-major (1820-1866) et les cartes ou photos aériennes de l'IGN pour la période actuelle (1950 à aujourd'hui).

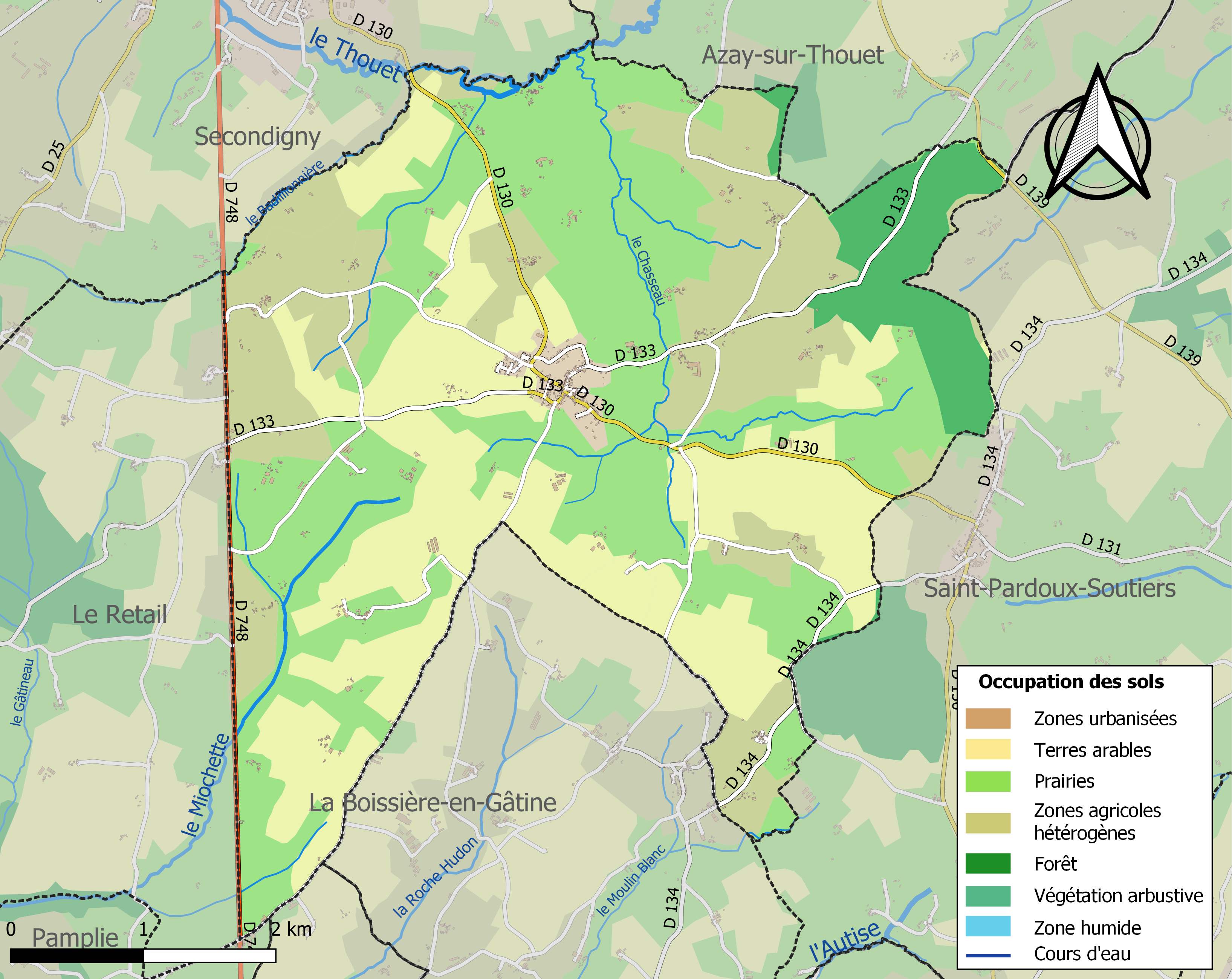
Carte des infrastructures et de l'occupation des sols de la commune en 2018 (CLC).

### Voies de communication et transports
La commune d'Allonne est délimitée à l'ouest par la départementale D 748, axe principal reliant Bressuire à Champdeniers-Saint-Denis, en direction de Niort (chef-lieu des Deux-Sèvres).
Le bourg est desservi par la départementale D 130 rejoignant la ville de Secondigny à Mazières-en-Gâtine, dessinant la rue du Thouet, au nord, et la rue des Genêts, au sud.
Le second axe desservant le bourg, la départementale D 133, dessine la rue des Ajoncs à l'ouest et la rue du Prieuré à l'est. Elle relie la ville d'Allonne à celles de Parthenay et Le Retail. Dans cette dernière direction, la départementale D 133 croise la D 748 au lieu dit Le Belvédère, bénéficiant ainsi d'une proximité avec cette artère du département.

### Risques majeurs
Le territoire de la commune d'Allonne est vulnérable à différents aléas naturels : météorologiques (tempête, orage, neige, grand froid, canicule ou sécheresse), inondations, mouvements de terrains et séisme (sismicité modérée). Il est également exposé à un risque technologique, le transport de matières dangereuses, et à un risque particulier : le risque de radon. Un site publié par le BRGM permet d'évaluer simplement et rapidement les risques d'un bien localisé soit par son adresse soit par le numéro de sa parcelle.

#### Risques naturels
Certaines parties du territoire communal sont susceptibles d’être affectées par le risque d’inondation par débordement de cours d'eau, notamment le Thouet et le Miochette. La commune a été reconnue en état de catastrophe naturelle au titre des dommages causés par les inondations et coulées de boue survenues en 1982, 1983, 1999 et 2010,. Le risque inondation est pris en compte dans l'aménagement du territoire de la commune par le biais du plan de prévention des risques inondation (PPRI) de la « Vallée du Thouet », approuvé le 13 novembre 2008, dont le périmètre regroupe 22 communes.

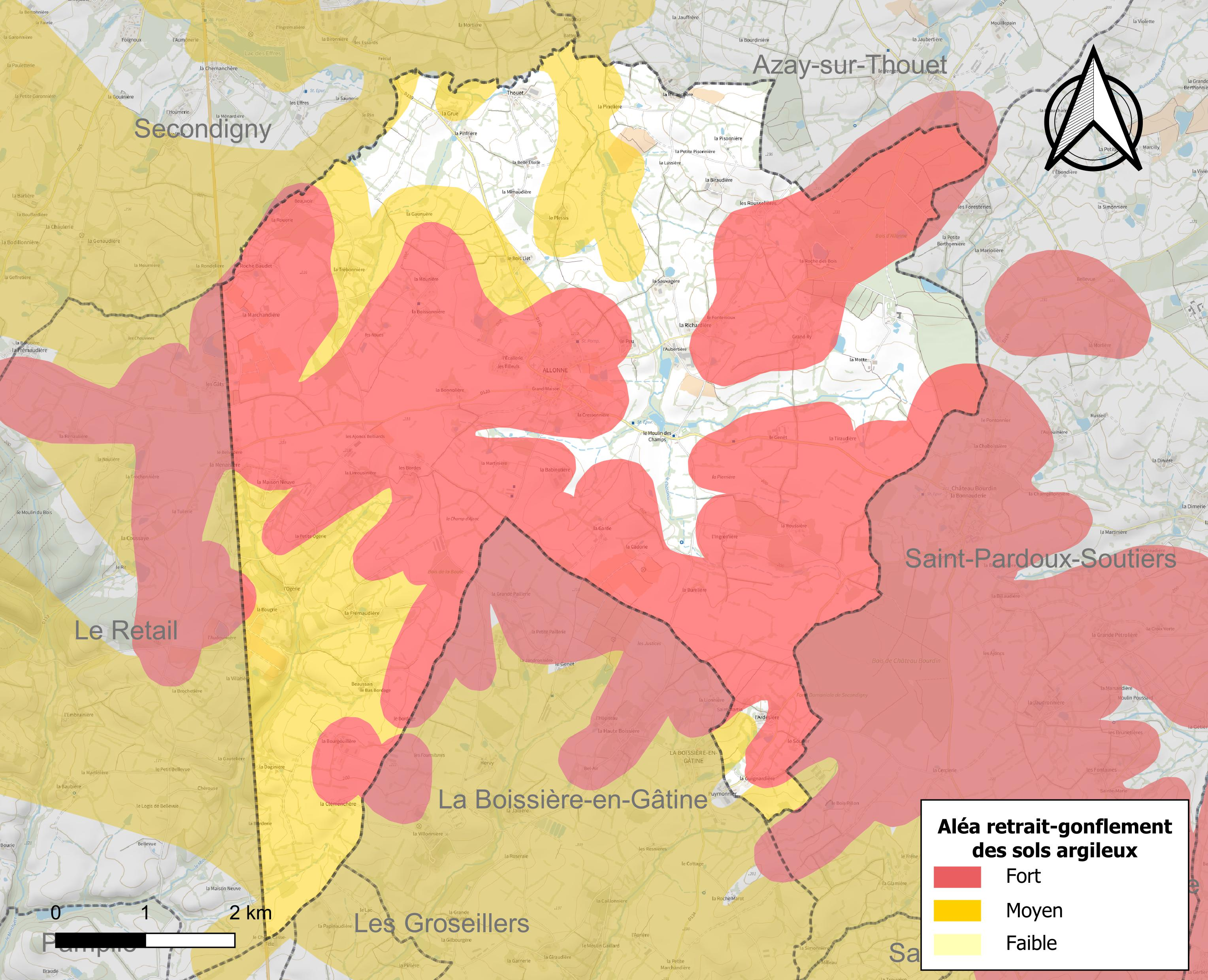
Carte des zones d'aléa retrait-gonflement des sols argileux d'Allonne.

Les mouvements de terrains susceptibles de se produire sur la commune sont des tassements différentiels. Le retrait-gonflement des sols argileux est susceptible d'engendrer des dommages importants aux bâtiments en cas d’alternance de périodes de sécheresse et de pluie. 77,5 % de la superficie communale est en aléa moyen ou fort (54,9 % au niveau départemental et 48,5 % au niveau national). Depuis le 1er octobre 2020, en application de la loi ELAN, différentes contraintes s'imposent aux vendeurs, maîtres d'ouvrages ou constructeurs de biens situés dans une zone classée en aléa moyen ou fort,.
La commune a été reconnue en état de catastrophe naturelle au titre des dommages causés par la sécheresse en 2005 et 2017 et par des mouvements de terrain en 1999 et 2010.

#### Risque particulier
Dans plusieurs parties du territoire national, le radon, accumulé dans certains logements ou autres locaux, peut constituer une source significative d’exposition de la population aux rayonnements ionisants. Selon la classification de 2018, la commune d'Allonne est classée en zone 3, à savoir zone à potentiel radon significatif.

## Toponymie
Attestée sous les formes Alona en 956 et 986, Saint-Allone en 1801. Du gaulois Alauna, qui signifie « nourricière », formé par le verbe ala- « nourrir » et le suffixe d'agent -mn- ; ce mot désignait des rivières et des localités. Alauna a pu être employé comme nom de divinité d'une source.

## Histoire
Ce n'est que depuis l'an 954 que l'existence d'Allonne est attestée sous la dénomination « Alona » au sein du cartulaire de Saint-Cyprien. Les écrits présents dans cet ouvrage suggèrent alors que ces terres étaient bien d'ores et déjà utilisées en agriculture, pour les pâtures et les bois qui s'y trouvaient, et qu'elles étaient rattachées à l'abbaye de Saint-Cyprien de Poitiers et sous la maîtrise des moines locaux.
La paroisse d'Allonne relevait parfois de la baronnie de Secondigny, bien que d'un point de vue féodal, les seigneurs étaient bien sous l'autorité de celui de Parthenay.
Lors de l'Ancien Régime, Allonne a successivement basculé dans la subdélégation de Niort et de Parthenay. En 1716, Allonne comptait 219 feux fiscaux, puis 284 en 1750.
La municipalité d'Allonne est établie en tant qu'institution en 1790, à la suite du décret du 12 novembre 1789 relatif à la création de la « commune » en tant que maille élémentaire du système d'organisation du territoire. Elle est alors dénommée « Municipalité Saint-Pierre d’Aslonne en Gâtine ».
La commune d'Allonne dépend alors du canton de Secondigny, dans l'arrondissement de Parthenay, au sein du département des Deux-Sèvres.
Le 3 juillet 1912, après acceptation du projet de loi déposé le 14 juin de la même année, la section du Retail a été détachée de celle d'Allonne pour la création d'une municipalité distincte,. Celle-ci s'établit alors selon le tracé de l'actuelle route départementale D 748 qui séparait les deux sections communales.

## Administration

### Liste des maires
| Période | Période  | Identité                | Étiquette | Qualité             |
| ------- | -------- | ----------------------- | --------- | ------------------- |
| 1798    | 1801     | François Renaudon       |           |                     |
| 1801    | 1820     | François-Wulfran Brouan |           |                     |
| 1820    | 1826     | Pierre Blais            |           |                     |
| 1826    | 1829     | Pierre Gautier          |           |                     |
| 1829    | 1837     | Pierre Boutin           |           |                     |
| 1837    | 1849     | Marc-Antoine Boutin     |           |                     |
| 1849    | 1871     | Jean Berthonneau        |           |                     |
| 1871    | 1895     | Eugène Lasnonnier       |           |                     |
| 1895    | 1919     | Alexandre Laurent       |           |                     |
| 1919    | 1939     | Georges Blais           |           |                     |
| 1939    | 1962     | Pierre Cantet           | CNIP      | Exploitant agricole |
| 1962    | 1982     | Maurice Ayrault         |           |                     |
| 1982    | 1983     | Raymond Ingremeau       |           |                     |
| 1983    | 1995     | Geneviève Morin         |           |                     |
| 1995    | 2001     | André Poiraud           |           |                     |
| 2001    | 2014     | Chantal Charrier        |           |                     |
| 2014    | En cours | Emmanuel Allard         | SE        | Professeur de lycée |

La commune fait partie de la communauté de communes Parthenay-Gâtine depuis le 1er janvier 2014.

### Jumelage
La commune d'Allonne fait partie du comité de jumelage formé par l'association Amitié Coopération Solidarité Elavagnon (ACSE), créée en 2004. La commune contribue, au sein de l'ancien canton de Secondigny, à ce projet humanitaire de soutien au développement agricole, scolaire et à l'accès à l'eau de la ville d'Evalagnon, au Togo.

## Démographie
L'évolution du nombre d'habitants est connue à travers les recensements de la population effectués dans la commune depuis 1793. Pour les communes de moins de 10 000 habitants, une enquête de recensement portant sur toute la population est réalisée tous les cinq ans, les populations de référence des années intermédiaires étant quant à elles estimées par interpolation ou extrapolation. Pour la commune, le premier recensement exhaustif entrant dans le cadre du nouveau dispositif a été réalisé en 2006.

En 2022, la commune comptait 616 habitants, en évolution de −7,37 % par rapport à 2016 (Deux-Sèvres : +0,18 %, France hors Mayotte : +2,11 %).
| 1793  | 1800  | 1806  | 1821  | 1831  | 1836  | 1841  | 1846  | 1851  |
| ----- | ----- | ----- | ----- | ----- | ----- | ----- | ----- | ----- |
| 1 259 | 1 230 | 1 306 | 1 400 | 1 522 | 1 549 | 1 676 | 1 782 | 1 770 |

| 1856  | 1861  | 1866  | 1872  | 1876  | 1881  | 1886  | 1891  | 1896  |
| ----- | ----- | ----- | ----- | ----- | ----- | ----- | ----- | ----- |
| 1 797 | 1 837 | 1 895 | 1 900 | 1 938 | 2 002 | 2 097 | 2 199 | 2 132 |

| 1901  | 1906  | 1911  | 1921  | 1926  | 1931  | 1936  | 1946  | 1954 |
| ----- | ----- | ----- | ----- | ----- | ----- | ----- | ----- | ---- |
| 2 096 | 2 012 | 1 945 | 1 098 | 1 064 | 1 032 | 1 012 | 1 004 | 947  |

| 1962 | 1968 | 1975 | 1982 | 1990 | 1999 | 2006 | 2011 | 2016 |
| ---- | ---- | ---- | ---- | ---- | ---- | ---- | ---- | ---- |
| 831  | 798  | 731  | 639  | 631  | 654  | 617  | 658  | 665  |

| 2021 | 2022 | - | - | - | - | - | - | - |
| ---- | ---- | - | - | - | - | - | - | - |
| 634  | 616  | - | - | - | - | - | - | - |

La chute de population entre les années 1911 et 1921 est due à la séparation de la commune d'Allonne en deux communes : Allonne et Le Retail.

## Culture locale et patrimoine

### Lieux et monuments
- L'église Saint-Pierre[39] est située au milieu de la commune. L'édifice a été classé au titre des monuments historique en 1990[46].
- La chapelle du Genêt, avec une croix de chemin devant, se trouve sur la route en direction de Château-Bourdin[47], commune de Saint-Pardoux.
- Le prieuré de Bois d'Allonne, ou abbaye Notre-Dame du Bois d'Allonne, est un ancien prieuré grandmontain de la fin du XIIe siècle[48]. Il est situé à 3 km à l'est du bourg, sur une clairière en retrait de la route menant à Parthenay[39].
- Un lavoir situé sur la route du hameau de Château-Bourdin[1].
- Une voie romaine, située au sud du bourg, du lieu-dit des Ajoncs Belliards vers le sud de la Garde et de la Burelières[39].

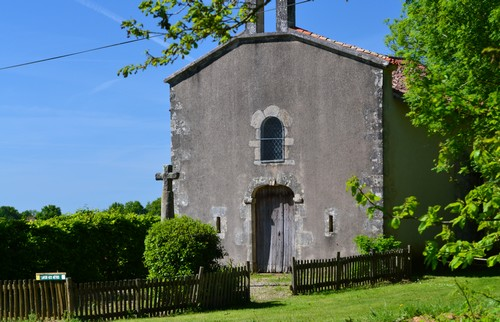
La chapelle des Genêts.
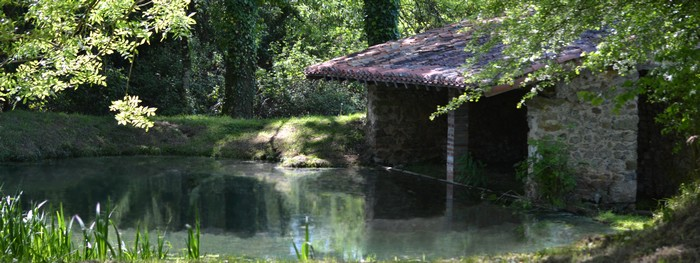
Le lavoir d'Allonne.

### Les moulins
Sur les communes d'Allonne et du Retail se trouvaient un certain nombre de moulins à eau dont certains étaient toujours actifs jusqu'au XIXe siècle.
Liste des moulins disparus :
- Le Chaseau, était situé au nord du Bourg en direction de Secondigny. Ce moulin, qui comptait parmi les plus grands de la paroisse, fut l'objet d'une légende contée aux environs de 1480 (cf. ci-avant).
- L'Embruinière, aujourd'hui sur la commune du Retail, ne possède plus rien des anciennes parties qui constituaient ce moulin à eau.
- La Guignardière, à proximité de la Boissière-en-Gâtine, dont l'activité a cessé avant le début du XIXe siècle.
- L'Ogerie abritait deux moulins en direction du Retail, à l'ouest de La Frémaudière.
- La Martinière, était un ancien moulin situé au Retail, en direction de Pamplie, sur le ruisseau de Gâtineau.
- Le moulin des Champs, situé sur la route menant à Château-Bourdin. Il n'y reste plus que l'ancien corps de ferme et les traces de l'ancien moulin ont aujourd'hui disparu.
- Le moulin de Robelin, appartenait aux seigneurs de la Frémaudière-Ecureuil, aujourd'hui sur la commune du Retail.

Liste des moulins dont une partie est toujours visible aujourd'hui :
N'étant plus en activité aujourd'hui, ces moulins font partie de propriétés privées.
- L'Aubertière est le lieu d'un ancien moulin dont il ne reste aujourd'hui plus que la base des anciennes meules. Il était situé sur la route menant à Parthenay (D 133) au niveau du ruisseau Le Chaseau.
- Le moulin du Bois, aujourd'hui sur la commune du Retail et localisé dans une clairière en forêt, près du ruisseau de Gâtineau. C'était un moulin à écorce destiné à la production de tan, de l'écorce pulvérisée - généralement de chêne - servant au tannage du cuir. Il s'agit aujourd'hui d'une propriété de l'ONF.
- Le Thoué, situé sur la route de Secondigny derrière le lieu-dit La Grue, ce moulin à eau conserve encore aujourd'hui sa roue à aubes et son mécanisme intérieur.